# L'arcipelago malese
L'arcipelago malese (The Malay Archipelago) è un libro del naturalista britannico Alfred Russel Wallace che racconta la sua esplorazione scientifica, durata otto anni dal 1854 al 1862, della parte meridionale dell'arcipelago malese comprendente la Malesia, Singapore, le isole dell'Indonesia, allora conosciuta come le Indie orientali olandesi e l'isola della Nuova Guinea. Fu pubblicato in due volumi nel 1869, ritardato dalla cattiva salute di Wallace e dal lavoro necessario per descrivere i numerosi esemplari che portò a casa. Il libro ha avuto dieci edizioni nel XIX secolo; da allora è stato ristampato molte volte ed è stato tradotto in almeno dodici lingue.
Il libro descrive ogni isola che Wallace visitò, fornendo un resoconto dettagliato della sua geografia fisica e antropica, dei suoi vulcani e della varietà di animali e piante che trovò e raccolse. Allo stesso tempo, descrive le sue esperienze, le difficoltà del viaggio e l'aiuto ricevuto dai diversi popoli incontrati. La prefazione specifica che l'autore nel viaggio percorse oltre 22.000 chilometri e raccolse 125.660 esemplari di storia naturale, per lo più di insetti ma anche migliaia di molluschi, uccelli, mammiferi e rettili.
L'opera venne illustrata con incisioni, basate sulle osservazioni e sulla collezione di Wallace, nonché dei principali illustratori dell'epoca come Thomas Baines, Walter Hood Fitch, John Gerrard Keulemans, EW Robinson, Joseph Wolf e Thomas Wood.
The Malay Archipelago attirò molte recensioni, con interesse da parte di periodici scientifici, geografici, ecclesiastici e generalisti. I critici annotarono e talvolta furono in disaccordo con alcune delle sue teorie, in particolare la divisione della fauna e della flora lungo quella che presto divenne nota come la linea di Wallace, la selezione naturale e l'uniformitarismo. Quasi tutti concordarono sul fatto che avesse fornito un resoconto interessante e completo della geografia, della storia naturale e dei popoli dell'arcipelago, dati all'epoca poco noti ai lettori, e che avesse raccolto un numero sorprendente di esemplari. Il libro è molto citato ed è il maggior successo di Wallace, sia commercialmente che come opera letteraria.

## Contesto
Nel 1847, Wallace e il suo amico Henry Walter Bates, poco più che ventenni, decisero che avrebbero compiuto un viaggio insieme in Amazzonia "per risolvere il problema dell'origine delle specie". (Il libro di Darwin L'origine delle specie fu pubblicato solo 11 anni dopo, nel 1859. Basato sul viaggio effettuato da Darwin sull'HMS Beagle, la sua pubblicazione fu velocizzata da una famosa lettera di Wallace, mandata durante il periodo descritto in The Malay Archipelago mentre si trovava a Ternate, che descriveva a grandi linee la teoria dell'evoluzione per selezione naturale.)  Wallace e Bates erano stati ispirati dalla lettura del libro pionieristico del 1847 dell'entomologo americano William Henry Edwards, A Voyage Up the River Amazon, with a residency at Pará. Bates rimase nelle Amazzoni per 11 anni, scrivendo The Naturalist on the River Amazons (1863); tuttavia, Wallace, malato di febbre, tornò a casa nel 1852 con migliaia di esemplari, alcuni destinati ad essere studiati, e altri per essere venduti. La nave e la sua collezione furono distrutte da un incendio in mare vicino alle Guiane. Piuttosto che arrendersi, Wallace scrisse dell'Amazzonia sia in prosa che in poesia, e poi salpò di nuovo, questa volta per l'arcipelago malese.

## Panoramica
La prefazione riassume i viaggi di Wallace, le migliaia di esemplari raccolti e alcuni dei risultati delle loro analisi dopo il suo ritorno in Inghilterra. Nella prefazione fa notare di aver percorso oltre 22.000 chilometri e raccolto 125.660 esemplari, per lo più di insetti: 83.200 coleotteri, 13.100 farfalle e falene, 13.400 altri insetti. Ritornò in Inghilterra anche 7.500 "conchiglie" (come i molluschi), 8.050 uccelli, 310 mammiferi e 100 rettili.

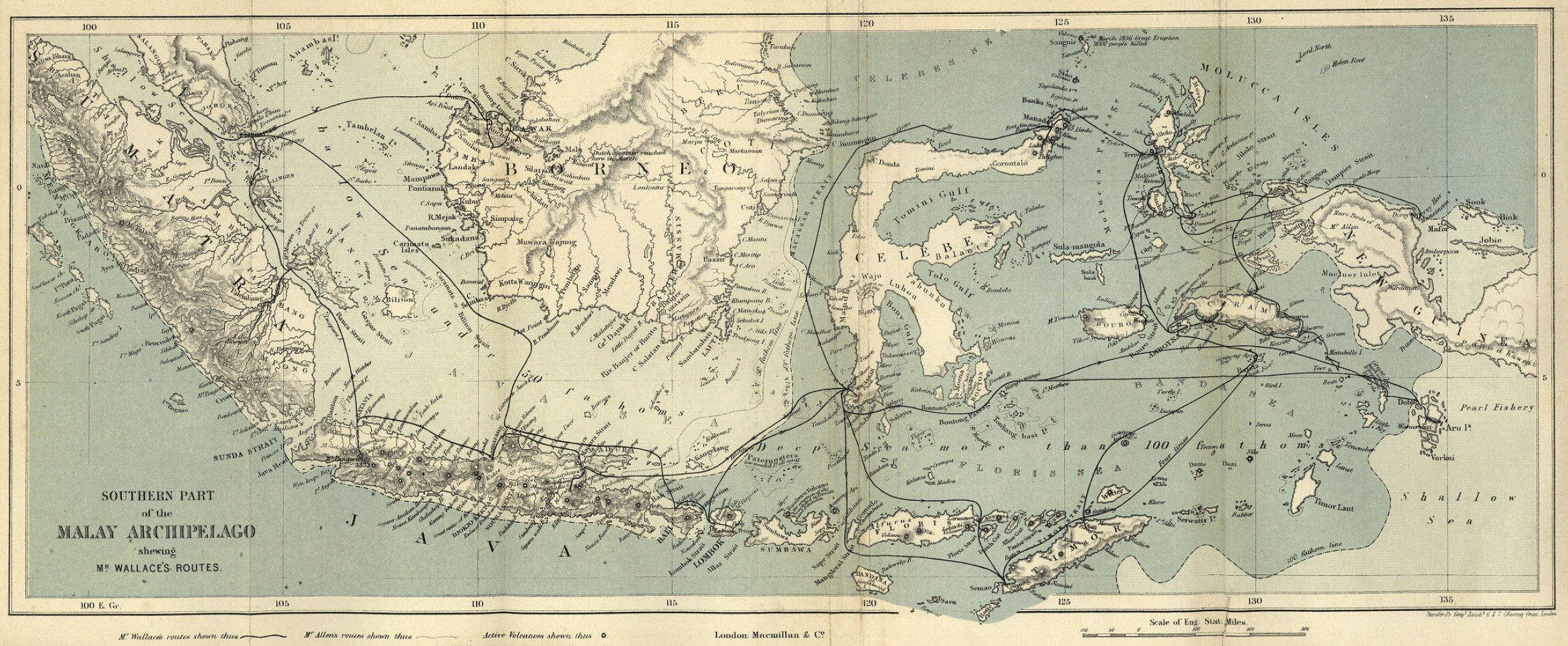
Mappa a colori all'inizio del libro, che mostra i viaggi di Wallace nell'arcipelago. La profondità marina che separa il Borneo da Sulawesi forma quella che divenne nota come la Linea di Wallace.

Il libro è dedicato a Charles Darwin, ma come spiega Wallace nella prefazione, nel libro scelse di evitare di discutere le implicazioni evolutive delle sue scoperte. Si limitò a discutere dei "fatti interessanti di tale problematica la cui soluzione è da ricercare nei principi sviluppati dal sig. Darwin",  quindi da un punto di vista scientifico, il libro è in gran parte una descrizione della storia naturale. L'introduzione mostrava la modestia di Wallace, che mentre si trovava a Sarawak nel 1855, scrisse il saggio On the Law which has Regulated the Introduction of New Species. Nella conclusione dello stesso Wallace parlò della "Legge del Sarawak": "Ogni specie è nata coincidendo sia nello spazio che nel tempo con una specie strettamente affine", tre anni prima dell'uscita di L'origine delle specie per selezione naturale, Wallace scrisse a Darwin proponendo per la prima volta il concetto di selezione naturale.
Il primo capitolo descrive la geografia fisica e la geologia delle isole con particolare attenzione al ruolo dei vulcani e dei terremoti. Parla inoltre delle caratteristiche generali della flora e della fauna, compreso il fatto che le isole possono essere divise, da quella che sarebbe poi diventata nota come la linea Wallace, in due parti, quelle i cui gli animali sono più strettamente imparentati con quelli dell'Asia, e quelle in cui la fauna è più vicina a quella dell'Australia.
I capitoli seguenti descrivono in dettaglio i luoghi visitati da Wallace. Wallace include numerose osservazioni sulle persone, le loro lingue, i modi di vivere e l'organizzazione sociale, nonché sulle piante e gli animali che si trovano in ogni luogo. Parla dei modelli biogeografici che osserva e delle loro implicazioni riguardo alla storia naturale, in termini sia di movimento delle specie sia di storia geologica della regione. Racconta anche alcune delle sue esperienze personali durante i suoi viaggi.  Il capitolo finale è una panoramica delle divisioni etniche, linguistiche e culturali tra le persone che vivevano all'epoca nella regione

## Pubblicazione

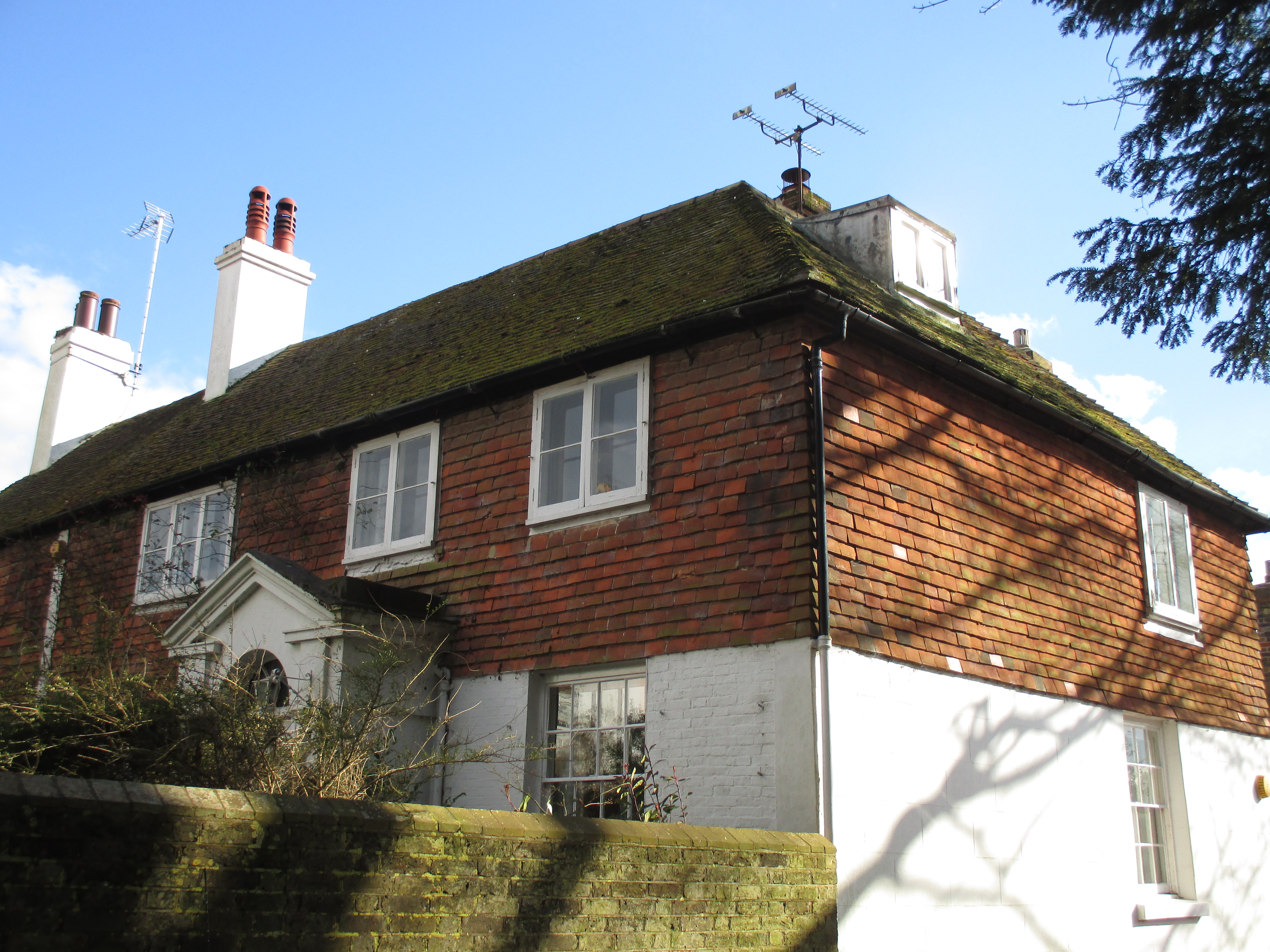
Treeps, Hurstpierpoint, la casa dove è stato in gran parte scritto L'arcipelago malese

L'arcipelago malese è stato in gran parte scritto a Treeps, la casa di famiglia della moglie di Wallace a Hurstpierpoint, nel West Sussex. Fu pubblicato per la prima volta nella primavera del 1869 come prima edizione in un unico volume, tuttavia fu ristampato in due volumi da Macmillan (casa editrice Londra), contrassegnato come seconda edizione lo stesso anno da Harper & Brothers (di New York). Wallace tornò in Inghilterra nel 1862, ma spiegò nella prefazione che data la grande quantità di esemplari e la sua cattiva salute dopo la sua permanenza ai tropici, ci volle molto tempo. Notò che avrebbe potuto stampare immediatamente i suoi appunti e diari, ma sentiva che farlo sarebbe stato deludente, attese quindi fino a quando non pubblicò articoli sulle sue scoperte, e altri scienziati descrissero e diedero nome in quanto nuove specie a circa 2000 dei suoi coleotteri (Coleoptera) e oltre 900 imenotteri tra cui 200 nuove specie di formiche. Il libro ha avuto 10 edizioni, l'ultima pubblicata nel 1890. È stato tradotto in almeno dodici lingue.

## Illustrazioni

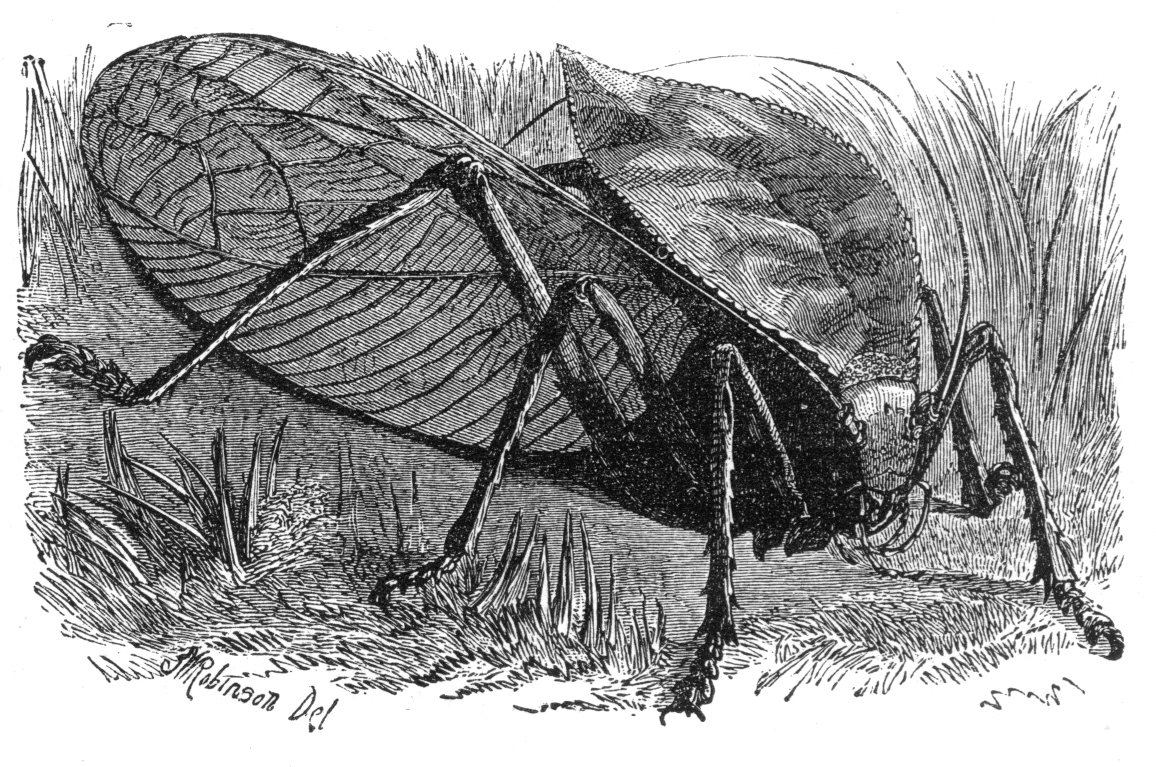
"The Great Shielded Grasshopper" disegnata e firmata da E.W. Robinson

Le illustrazioni sono, secondo la prefazione, realizzate da schizzi, fotografie o esemplari di Wallace. Wallace ringrazia Walter e Henry Woodbury per alcune fotografie di paesaggi e persone autoctone. Riconosce il contributo di William Wilson Saunders e Mr Pascoe per le mosche cornute e i rarissimi coleotteri a corno lungo: tutto il resto proveniva dalla sua enorme collezione.
I disegni originali sono stati realizzati direttamente su blocchi di legno da incidere dai principali artisti Thomas Baines, Walter Hood Fitch, John Gerrard Keulemans, EW Robinson, Joseph Wolf e Thomas Wood, secondo l'elenco delle illustrazioni. Wood illustrò anche L'origine dell'uomo e la selezione sessuale di Darwin, mentre Robinson e Wolf fornirono entrambi illustrazioni a un'altra opera, The Naturalist on the River Amazons (del 1863), scritto dall'amico di Wallace Henry Walter Bates.

## Contenuti

### Volume 1
Capitolo 1. Geografia fisica
Wallace spiega nel primo capitolo lo scopo del libro, descrivere ciò che "to the common Englishman" all'inglese dell'epoca, è "forse la parte meno conosciuta del globo".  L'arcipelago, spiega, si estende per più di 4.000 miglia da est a ovest e per circa 1.300 miglia da nord a sud, con oltre venti isole considerevoli e innumerevoli isole e isolotti.

#### Isole indo-malesi

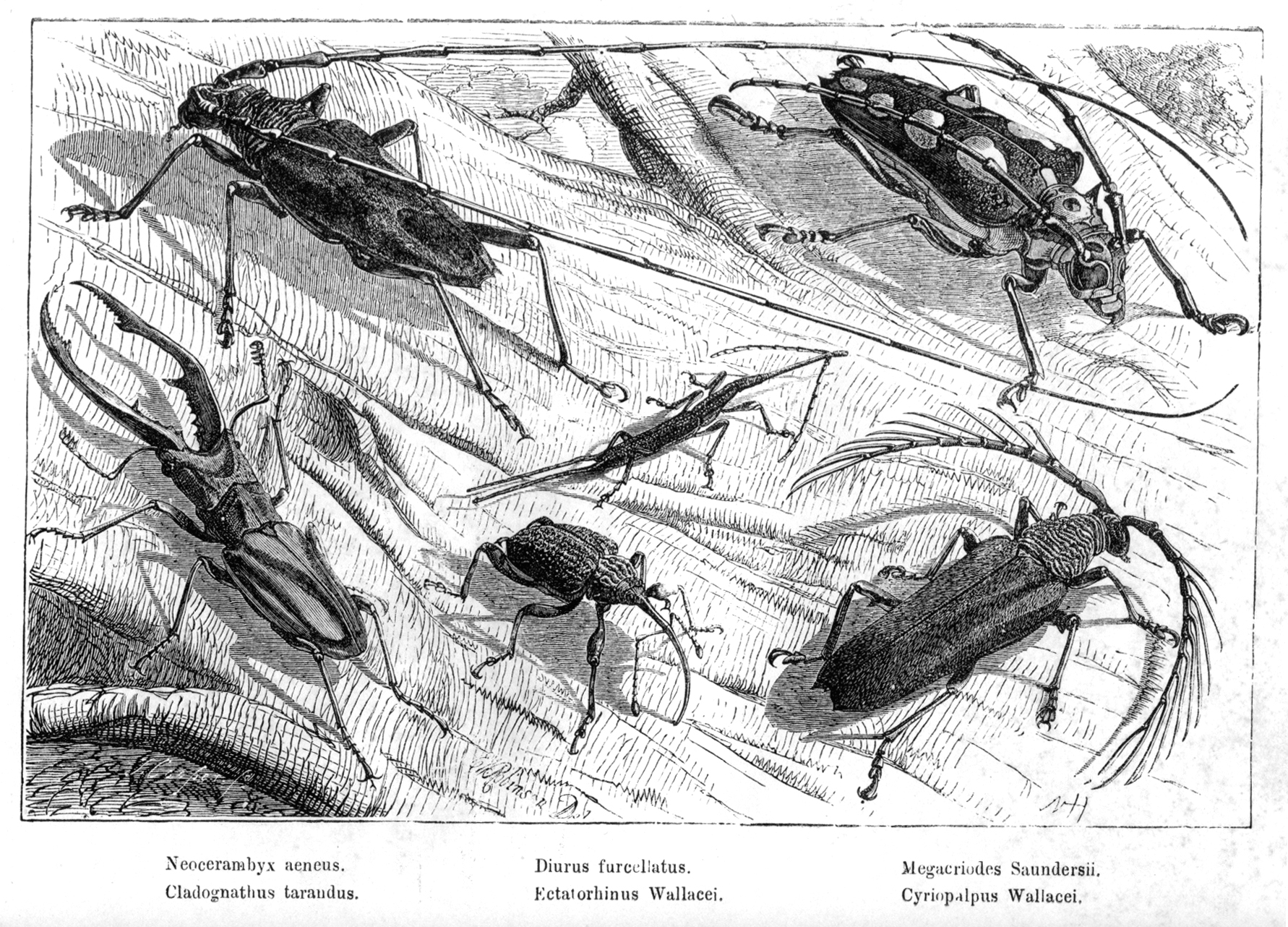
"Straordinari coleotteri trovati a Simunjon, Borneo: Neocerambyx æneas, Cladognathus tarandus, Diurus furcellatus, Ectatorhinus Wallacei, Megacriodes Saundersii, Cyriopalpus Wallacei "

2. Singapore
Wallace fornisce una descrizione vivace della gente della città e della fauna selvatica dell'isola. Trova nei cinesi il popolo che saltava più all'occhio, mentre in un miglio quadrato di foresta ha trovato 700 specie di cerambicidi tra cui 130 longicorni.
3. Malacca e il monte Ofir
Trova un'affascinante vecchia città portoghese descrive flora e fauna della zona.
4. Borneo: Gli oranghi
Rimane nel Sarawak e trova utile la carboniera di Simunjon, poiché i lavoratori sono felici di essere pagati un po' per gli insetti che trovano, tra cui locuste, insetti stecco e circa 24 nuove specie di coleotteri ogni giorno. In tutto raccoglie 2000 specie di coleotteri nel Borneo, quasi tutte nel sito della miniera di carbone; descrive inoltre la scoperta di una rana volante e oranghi nello stesso posto.

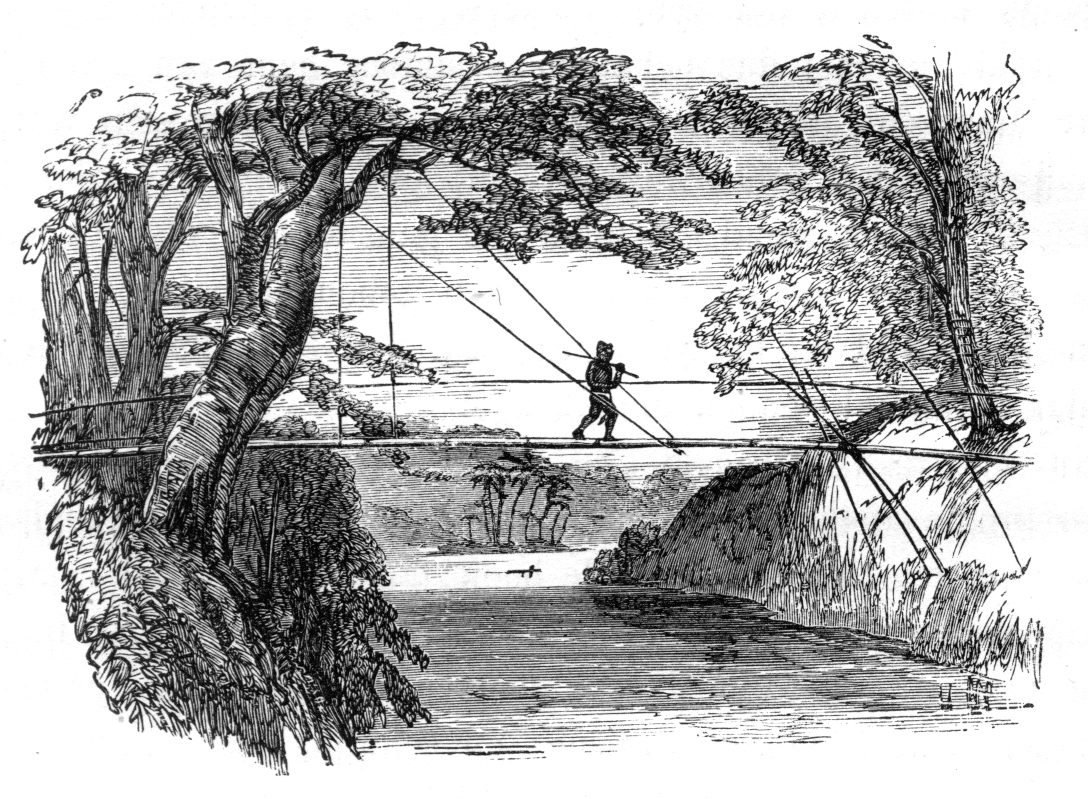
Un Dyak attraversa un ponte di bambù

5. Borneo: viaggio nell'interno
Wallace torna in Sarawak, dove alloggia nella "casa principale" circolare di un villaggio daiacco, risale il fiume e descrive il durian, lodandolo come il re dei frutti dal sapore squisito e insuperabile,  e l'esile ponte di bambù dei Dyak,  così come felci e piante Nepenthes. Su una montagna trova l'unico posto in tutto il suo viaggio dove abbondano le falene; raccoglie quindi 1.386 falene in 26 notti, ma oltre 800 di queste vengono catturate in quattro notti umide e buie. Attribuisce la ragione all'avere un soffitto che intrappolava efficacemente le falene; in altre case le tarme sono subito scappate nel tetto e raccomanda ai naturalisti di portare una tenda a forma di veranda per consentire loro di catturare le tarme.
6. Borneo
Wallace descrive il popolo Dyak.
7. Java
Wallace è rimasto tre mesi e mezzo a Java, dove ammira il sistema di governo e la gente contenta. La popolazione è, osserva, in rapido aumento, da 3,5 milioni nel 1800 a 5,5 milioni nel 1826 e 14 milioni nel 1865. Ammira i bei siti archeologici indù e la flora delle cime delle montagne che hanno piante simili a quelle europee, inclusa la Primula imperialis, endemica della cima di una montagna.
8. Sumatra
Visita Sumatra mentre la foresta costiera di palme Nipa è allagata a una distanza di diverse miglia dal mare. Descrive le case fluviali di Palembang che sono costruite su zattere ormeggiate a palafitte, che salgono e scendono con la marea. Ammira le case tradizionali dei villaggi, e descrive la difficoltà nel procurarsi il cibo in zona, con gli autoctoni che vivono interamente di riso durante la stagione delle piogge.
9. Storia naturale delle isole indo-malesi.

#### Il gruppo di Timor

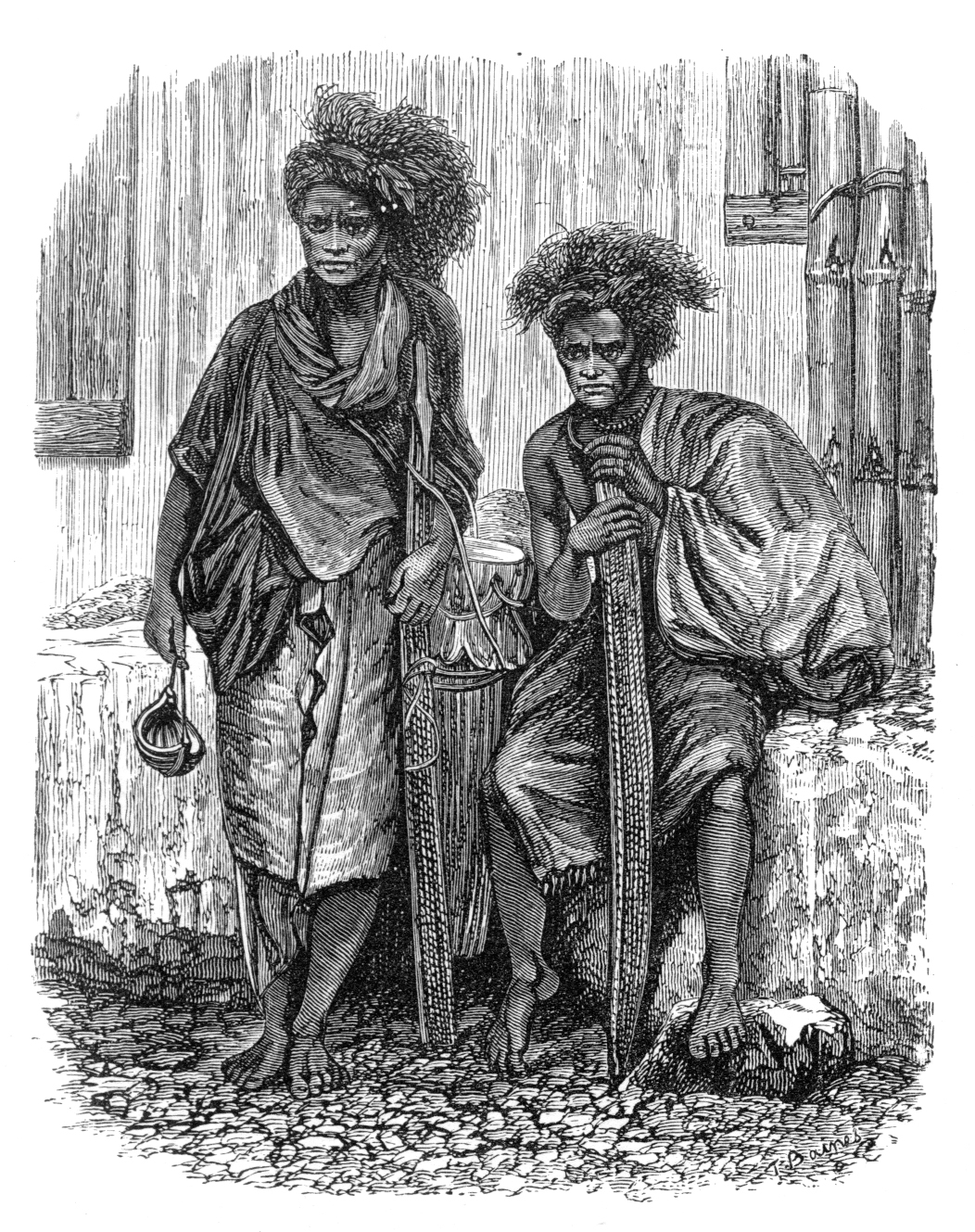
Disegno di "uomini di Timor" di Thomas Baines, da una fotografia

10. Bali e Lombock

11. Lombock: usi e costumi
Su Lombok, Wallace osserva come sono fatte le pistole, assistendo alla perforazione delle canne dei fucili da parte di due uomini che ruotano un palo che è appesantito da un cesto di pietre. Descrive il popolo Sasak dell'isola e la sindrome Amok.
12. Lombock: come il Rajah fece il censimento
L'intero capitolo è occupato da una leggenda, che Wallace chiama un aneddoto, sul rajah (re) di Lombok. Include racconti sulla tassazione, aghi e kriss sacri.
13. Timor
Wallace descrive l'isola di Timor, la sua abbondanza di palme a ventaglio, la sua gente che è come i papuani e il governo portoghese che considera estremamente povero. Su alcune colline trova alberi di eucalipto (gomma), un genere australiano; trova monotona anche la vegetazione.
14. Storia naturale del gruppo di Timor

#### Sulawesi (Celebes)

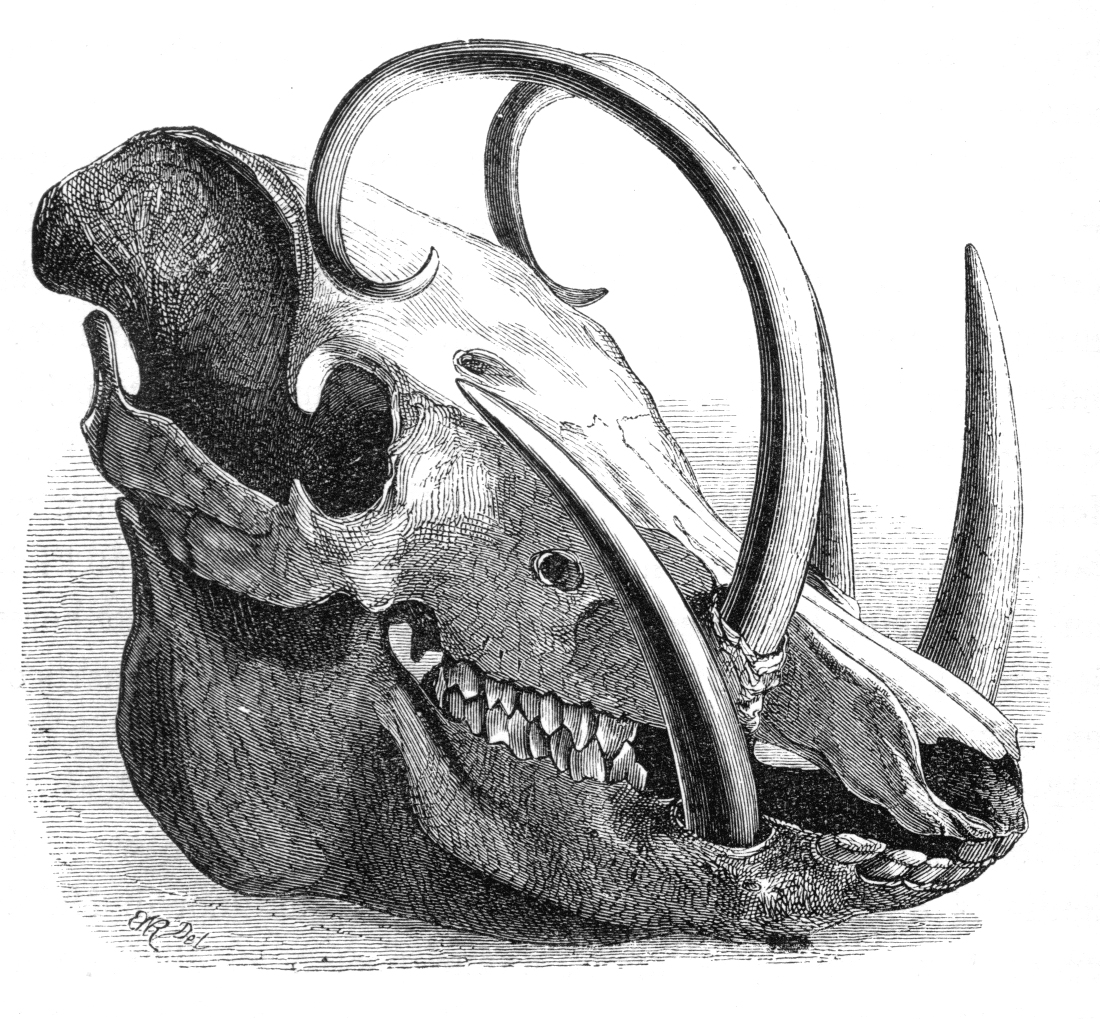
Teschio di babirusa (maiale-cervo) delle Celebes, (oggi Sulawesi) di E.W. Robinson

15. Celebes—Macassar
Wallace trova costoso soggiornare nella città di Macassar e si trasferisce in campagna. Incontra il rajah e ha la fortuna di stare in una fattoria dove gli viene dato un bicchiere di latte ogni giorno, "uno dei miei più grandi lussi".".
16. CelebesMacassar
Cattura alcuni Ornithoptera (ali d'uccello), "la più grande, la più perfetta e la più bella delle farfalle". 
17. Celebes—Menado
Wallace visita Menado sulla costa nord-orientale di Celebes. Descrive come gente della regione di Minahasa abbia la pelle chiara, a differenza di qualsiasi altra parte dell'arcipelago. Descrive inoltre la foresta piena di orchidee, bromelie, muschi. Trova che il popolo, sotto la guida dei missionari, sia il più laborioso, pacifico e civile di tutto l'arcipelago. Ottiene (apparentemente acquistati) crani del babirusa (maiale-cervo) e del raro sapiutan (bufalo nano).
18. Storia naturale di Celebes
Descrive in dettaglio la gamma di specie della zona, concludendo che il gruppo delle isole Celebes è una delle principali divisioni faunistiche dell'arcipelago.

#### Le Molucche
19. Banda
Trova Banda deliziosa, con un vulcano fumante e una bella vista dall'alto. Gli alberi di noce moscata sono belli, ma si rammarica della fine del monopolio olandese nel commercio della noce moscata, che ha evitato la necessità di imporre tasse dirette. Gli unici animali indigeni, pensa, sono i pipistrelli, tranne forse per le specie di opossum.
20. Ambon
Trova pigri gli abitanti di Ambon, ma il porto aveva lo spettacolo più bello, "una serie di coralli, spugne, actiniae e altre produzioni marine, di magnifiche dimensioni, forme varie e colori brillanti". 

### Volume 2

#### Le Molucche (continua)

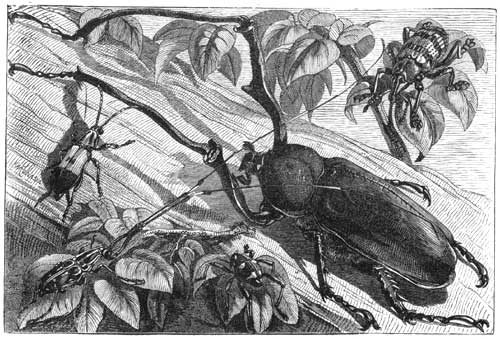
"Coleotteri delle Molucche"

21. Ternate
Wallace si appropria e ripara una casa che mantiene per tre anni, disegnandone una pianta nel libro; ha muri in pietra alti 3 piedi (1 metro), con pali che sorreggono il tetto; le pareti e il soffitto sono costituiti da piccioli della palma sago.
22. Gilolo
Trova la grande isola piuttosto noiosa, con erba ruvida molto alta e poche specie. Nella foresta si procura dei piccoli "pappagalli", e la falena volante diurna Cocytia d'Urvillei.
23. Viaggio alle isole Kayoa e Batchian
Noleggia una piccola imbarcazione per recarsi nell'isola di Batchian e fa rotta per Tidore, dove vede la cometa dell'ottobre 1858; naviga oltre l'isola vulcanica di Makian che eruttò nel 1646 e di nuovo in modo devastante, subito dopo che Wallace aveva lasciato l'arcipelago, nel 1862. Nelle isole Kayoa trova qualche foresta vergine dove i coleotteri sono più abbondanti di qualsiasi altra cosa abbia mai visto in vita sua, con sciami di Buprestidae dorati, oltre a longicorni. "Un posto meraviglioso, e uno che vivrà sempre nella mia memoria." 

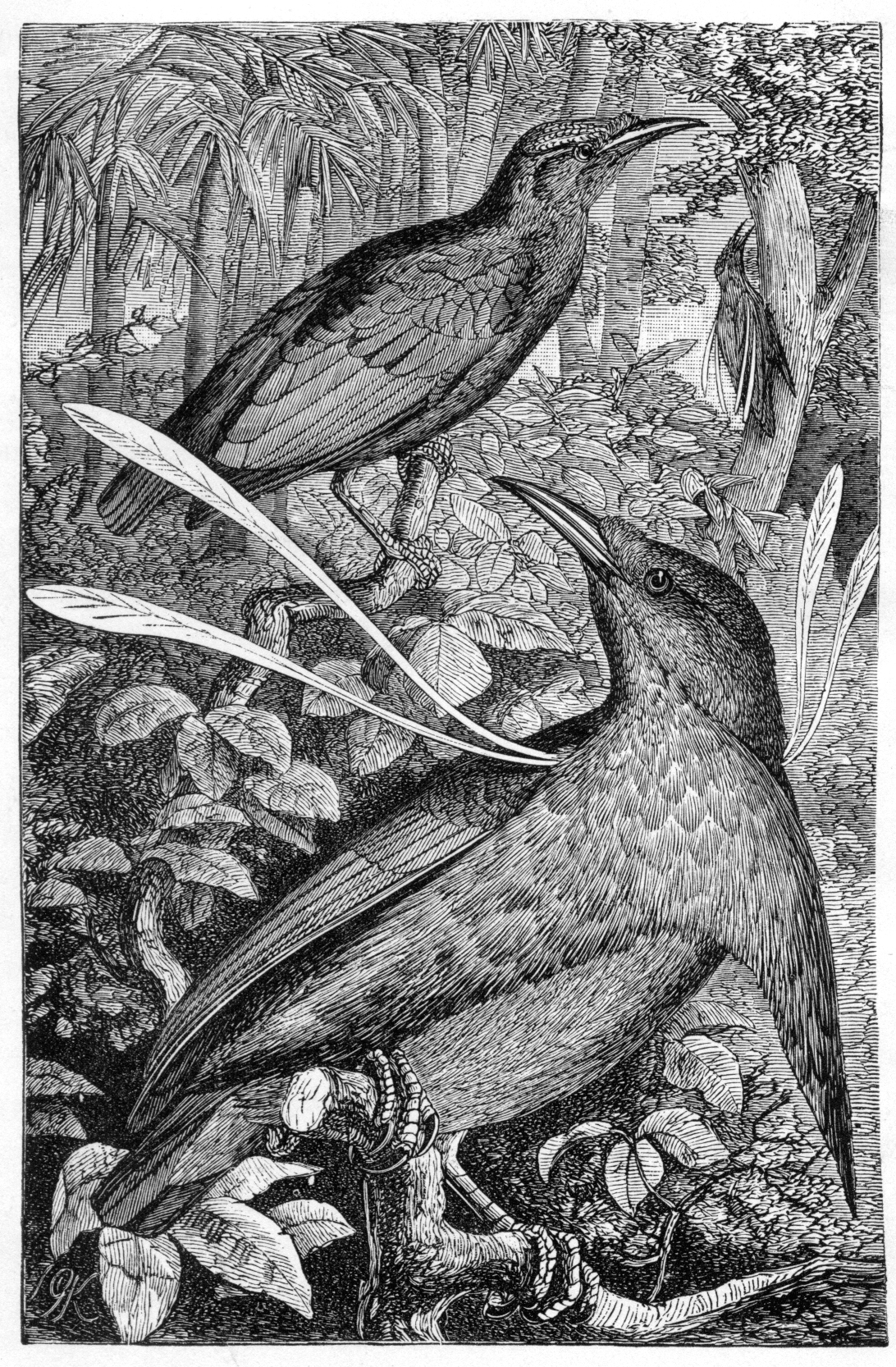
Maschio e femmina della paradisea di Wallace a Bacan, disegnati su legno dall'incisore olandese John Gerrard Keulemans

24. Bacan
Gli viene prestata una casa dal Sultano, che gli offre tè e dolci ma gli chiede di insegnargli a fare mappe e di fornirgli una pistola e una capra da latte, "tutte richieste che ho eluso il più abilmente possibile". Il suo servitore Ali spara a un nuovo uccello, la paradisea di Wallace, "un grande premio" e una "sorprendente novità".
25. Ceram, Goram e le isole Matabello
Si reca a Ceram, dove gode della compagnia di un proprietario di piantagioni fiammingo multilingue. Trova pochi uccelli nonostante la costante ricerca e guado attraverso i fiumi; l'acqua e il terreno accidentato distruggono entrambe le sue scarpe, e l'ultimo giorno torna a casa quasi zoppo avendo camminato "con le mie calze in modo molto doloroso". Navigando alle isole Matabello, viene trascinato fuori rotta di dieci miglia, con i suoi uomini che temettero di essere trascinato sulla costa della Nuova Guinea "nel qual caso molto probabilmente verremo tutti uccisi" poiché le tribù lì sono insidiose e assetate di sangue. Gli dispiace vedere che anche i bambini più piccoli qui masticano noci di betel e sono sfigurati da piaghe a causa di una dieta povera. Compra un praho e sorprende la gente allestendolo lui stesso, utilizzando attrezzi "della migliore marca londinese". Viaggiando intorno a Ceram, l'equipaggio di Goram scappa. Descrive in dettaglio il processo di produzione del sago.
26. Buru
Scopre di essere arrivato nella stagione delle piogge, vedendo principalmente fango e acqua. Si lamenta del fatto che due mesi di lavoro gli consentono di raccogliere solo 210 specie di coleotteri, rispetto alle 300 in tre settimane ad Ambon. Ottiene 17 nuove specie di uccelli (almeno per le Molucche), incluso un nuovo uccello Pitta. 
27. Storia naturale delle Molucche
L'unico carnivoro nelle Molucche è la civetta malese (Musang), che suppone sia stato introdotto per caso poiché viene conservato per il suo muschio. Gli altri mammiferi sono marsupiali, quindi, presume, veri nativi. A differenza dei pochi mammiferi, ci sono almeno 265 specie di uccelli, più di tutta l'Europa, che ne contava 257, ma di questi solo tre gruppi – pappagalli, martin pescatori e piccioni – costituiscono quasi un terzo, contro solo un ventesimo di gli uccelli dell'India. Wallace suggerisce che ciò sia dovuto al fatto che provenissero dalla Nuova Guinea, che ha una simile mancanza di alcuni gruppi, e aggiunge che molti uccelli della Nuova Guinea non hanno raggiunto le Molucche, il che implica che le isole sono state isolate per molto tempo.

#### Gruppo Papuano

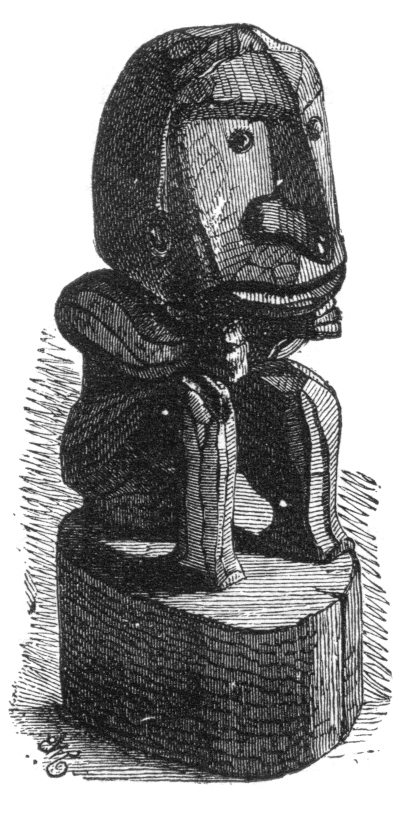
Fascino papuano, di E. W. Robinson

28. Da Macassar alle isole Aru in praho
Wallace decide di evitare la stagione delle piogge delle Celebes recandosi alle Isole Aru, la fonte di perle, madreperle e tartaruga per l'Europa, e di nidi di rondine commestibili e lumache di mare per la Cina, anche se, aggiunge, sono abitate da "selvaggi". È eccitato nonostante il pericolo di un viaggio di 1.000 miglia (1600 km) in un praho da 70 tonnellate con un equipaggio di 50 persone, considerando le isole l'"Ultima Thule dell'Est".
29. Le isole Kai
Il praho è accolto da 3 o 4 lunghe canoe e da circa 50 uomini nudi tranne che per conchiglie e lunghi pennacchi di piume di casuario, che cantano e gridano mentre remano, "ebbri di gioia ed eccitazione" chiedendo tabacco.  È subito chiaro a Wallace che questi papuasi non sono malesi nell'aspetto o nel comportamento.  Sono esperti costruttori di barche, usano solo ascia, ascia e trivella, incastrano le assi così bene che una lama di coltello difficilmente può essere inserita da qualche parte.  Gli autoctoni gli consegnano svariati esemplari di scarabeo gioiello, Cyphogastra calepyga, in cambio del tabacco.
30. Le isole Aru — Residenza a Dobbo
In un giorno cattura circa 30 specie di farfalle, la maggior parte da quando si trovava in Amazzonia, tra cui la "grande e bella farfalla spettro, Hestia durvillei ",  e pochi giorni dopo
(Wallace)

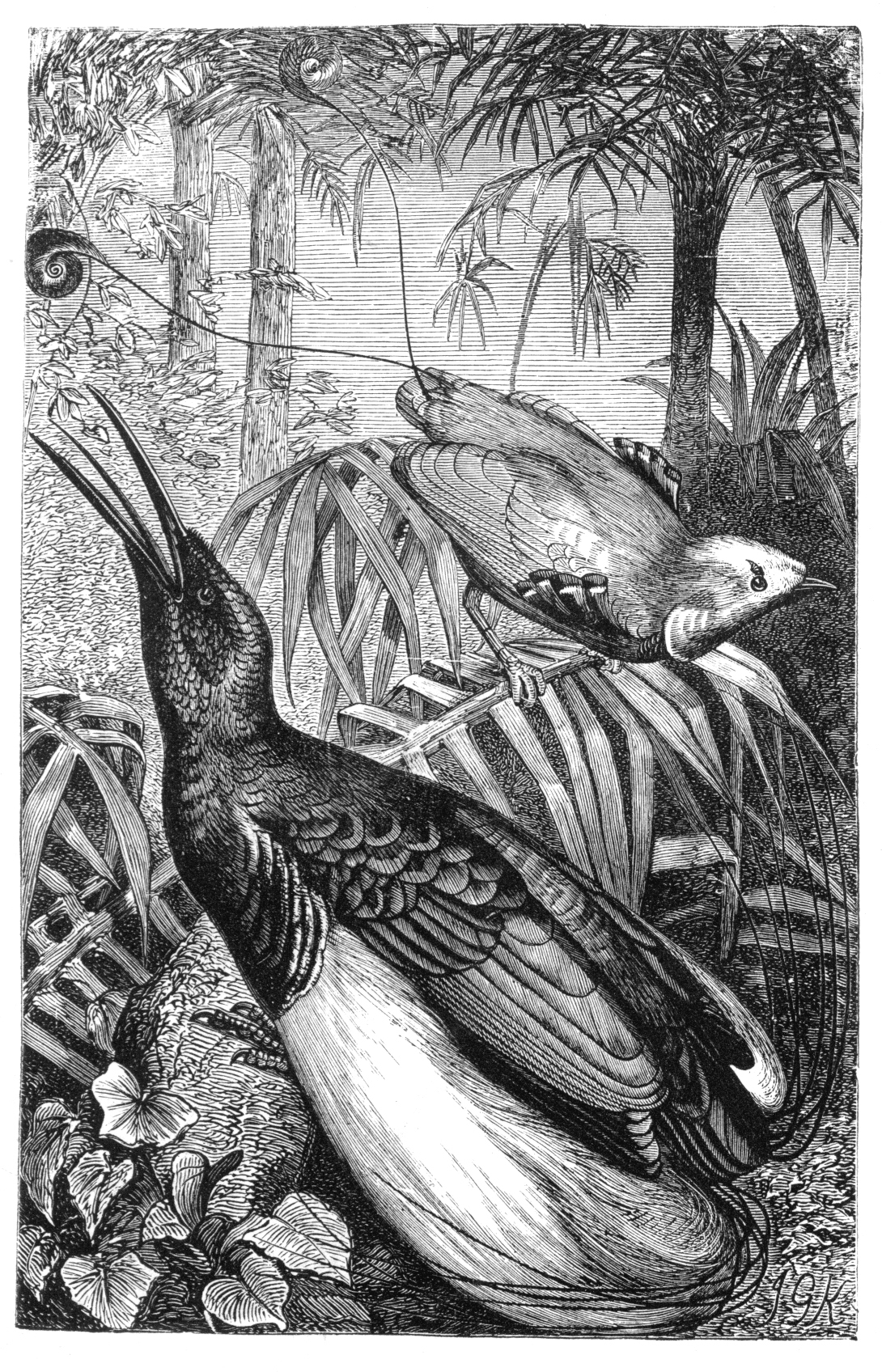
"Il 're' e i 'dodici paradisee reali'", disegnati sul legno da J.G. Keulemans

31. Le isole Aru: viaggio e residenza nell'interno
Gli viene portato un esemplare di paradisea reale, divertendo gli isolani con la sua eccitazione; era stato uno dei suoi obiettivi principali programmati per il viaggio. Riflette su come la loro bellezza si disperda nei "boschi oscuri e tenebrosi, senza un occhio intelligente a contemplare la loro bellezza", ma aggiungendo che quando "l'uomo civilizzato" raggiungerà le isole sicuramente sconvolgerà gli equilibri della natura e farà estinguere gli uccelli.  Trova gli uomini i più belli di tutti i popoli visti, le donne meno belle "se non nell'estrema giovinezza". 
32. Le isole Aru: seconda residenza a Dobbo
Vede un combattimento di galli per strada, ma è più interessato a una partita di calcio, giocata con una palla vuota di rattan, e osserva "l'eccessiva convenienza"  di tutti i prodotti, compresi quelli prodotti in Europa o in America, che secondo lui provoca pigrizia e ubriachezza perché non c'è bisogno di lavorare sodo per ottenere beni di qualità. Gli viene data una zuppa di nido d'uccello, che trova quasi insapore.
33. Le isole Aru: geografia fisica e aspetti della natura

34. New Guinea—Dorey
Si reca in Nuova Guinea dopo una lunga attesa. Le case del villaggio costiero stanno nell'acqua; hanno tetti a forma di barca e spesso hanno teschi umani appesi sotto le grondaie, trofei di battaglie con i loro aggressori, gli Arfak. La casa del consiglio ha intagli "rivoltanti" di figure nude. Trova gli abitanti spesso molto belli, poiché sono alti con nasi aquilini e capelli "crespi" accuratamente pettinati.  Trova in media circa 30 specie di coleotteri ogni giorno; in due giorni memorabili trova 78 e 95 tipi, il suo record personale; gli ci vogliono 6 ore per fissare e disporre i campioni in seguito. In tutto raccoglie oltre 800 specie di coleotteri a Dorey. Se ne va "senza molto rimpianto" poiché non ha mai visitato, scrive, un luogo con "più privazioni e fastidi"."
35. Viaggio da Ceram a Waigiou
Viene portato fuori rotta mentre cerca di raggiungere il suo assistente, il signor Allen  impiega 8 giorni per tornare in un porto sicuro perdendo alcuni uomini. Manda una barca per salvare i suoi uomini; ritorna 10 giorni dopo senza di loro, ma li paga nuovamente, e al secondo tentativo ritorna con due uomini, sopravvissuti per un mese "mangiando radici e teneri steli di una specie di Bromelia, oltre che pesci conchiglia e alcune uova di tartaruga". 
36. Waigeo
Suppone che le persone del luogo siano di razza mista. Salpa per Bessir dove il proprietario gli presta una minuscola capanna su palafitte, a cui si accede da una scala, e non abbastanza alta per stare in piedi. Impara a vivere e lavorare "in posizione semi-orizzontale";  è il primo uomo bianco a venire sull'isola.
37. Viaggio da Waigiou a Ternate
Durante la navigazione di ritorno a Ternate la barca viene superata da una dozzina di onde che si avvicinano con un rombo sordo come una grossa risacca, il mare essendo prima e dopo "perfettamente liscio" ; conclude che queste devono essere state onde di maremoto come aveva descritto William Dampier. Più tardi seppe che quel giorno c'era stato un terremoto a Gilolo. Wallace osserva che in 78 giorni "non c'è stato un solo giorno di bel vento". (sic) 
38. Gli uccelli del paradiso
Wallace, sottolineando che spesso viaggiava espressamente per ottenere esemplari, descrive in dettaglio gli uccelli del paradiso e gli effetti della selezione sessuale da parte delle femmine.
39. Storia naturale delle Isole Papuane
La Nuova Guinea, scrive Wallace, è per lo più sconosciuta, con solo la fauna selvatica della penisola nord-occidentale parzialmente esplorata, ma sono già noti 250 uccelli terrestri, il che rende l'isola di grande interesse naturalistico. Ci sono pochi mammiferi, soprattutto marsupiali, incluso un canguro (visto per la prima volta da Le Brun nel 1714).

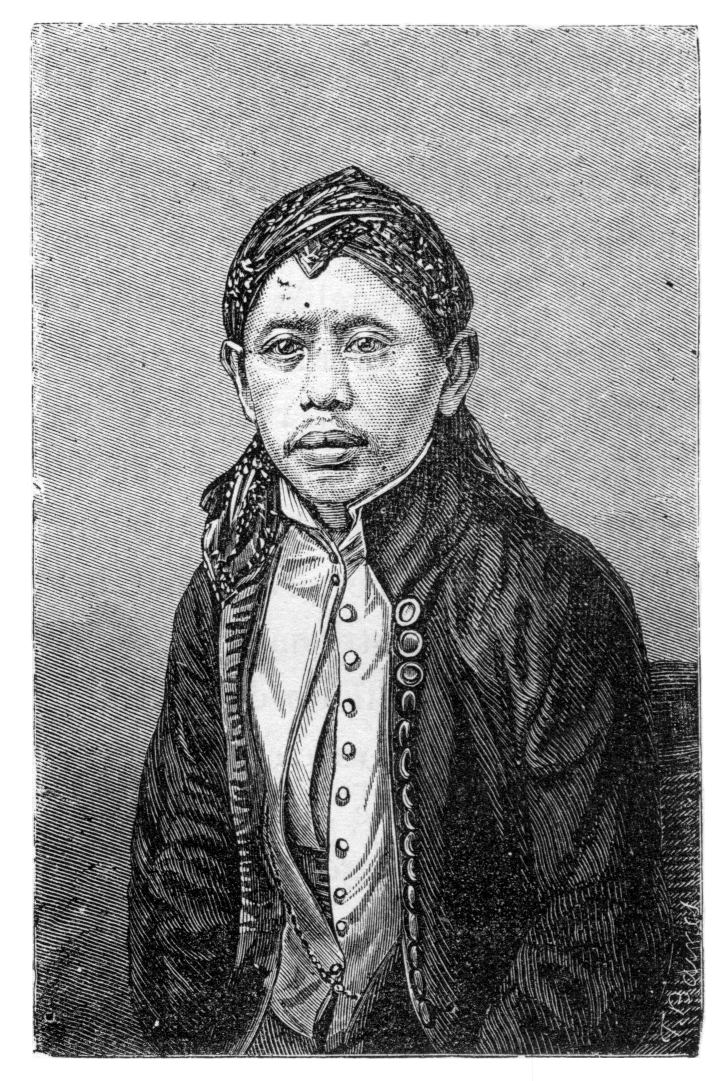
"Ritratto di un capo giavanese"

40. Le razze nell'arcipelago malese
Wallace conclude il libro descrivendo le sue opinioni sui popoli dell'arcipelago. Trova i malesi, come i giavanesi, i più civilizzati, sebbene descriva i Dyak del Borneo e i Batak di Sumatra, tra gli altri, come "i selvaggi malesi".  Cita il resoconto del 1430 del viaggiatore Nicolò Conti, con altre descrizioni inedite. Ritiene che il papuano sia l'opposto del malese, impulsivo e dimostrativo, mentre il malese è impassibile e taciturno. Specula sulle loro origini e, in una nota alla fine, critica la società inglese.

#### Appendice
Su cranio e lingue
Wallace cita la teoria di Huxley e il libro del dottor Joseph Barnard Davis Thesaurus Craniorum, che supponeva che le razze umane potessero essere distinte dalla forma del cranio, la cupola del cranio, di cui Wallace è scettico. Tuttavia elenca le misurazioni che aveva preso del cranio di "malesi" e "papuani", notando che all'interno del gruppo malese c'era un'enorme variazione. Aveva pochi teschi dei papuani e non c'erano differenze definite tra i due gruppi.
L'appendice linguistica elenca 9 parole (nero, bianco, fuoco, acqua, grande, piccolo, naso, lingua, dente) in 59 delle lingue incontrate nell'arcipelago e 117 parole in 33 di quelle lingue, chiarendo che molte delle lingue hanno molte parole in comune.

## Accoglienza

### Contemporanea
The Malay Archipelago fu accolto calorosamente al momento della pubblicazione, spesso in lunghe recensioni che tentavano di riassumere il libro. L'opera fu recensita in più di 40 periodici: una selezione di tali recensioni è qui riassunta.

#### Anthropological Review
L'Anthropological Review osservò che mentre le descrizioni della vita animale sono "piene di interesse", "i nostri lettori, in quanto antropologi, si interesseranno, tuttavia, con maggiore interesse" alla "grande scimmia simile a un uomo del Borneo, l'orango, o mias, come viene chiamato dagli aborigeni". Due pagine furono dedicate alla discussione sull'orango. La recensione notò che "il signor Wallace si basa più sulla diversità delle caratteristiche morali per dimostrare le differenze di razza che sulle peculiarità fisiche, sebbene dichiari che queste sono fortemente marcate" e dubita della differenza, e si chiede se il "capo di Giava" e il Dyak non differiscano maggiormente. La recensione, dopo dieci pagine di riflessioni sulla razza, si conclude raccomandando il libro ai suoi lettori in quanto migliore dei normali libri di viaggio che "ripagherà ampiamente la lettura" sia scientifica che dei lettori generici.

#### Journal of the Ethnological Society of London

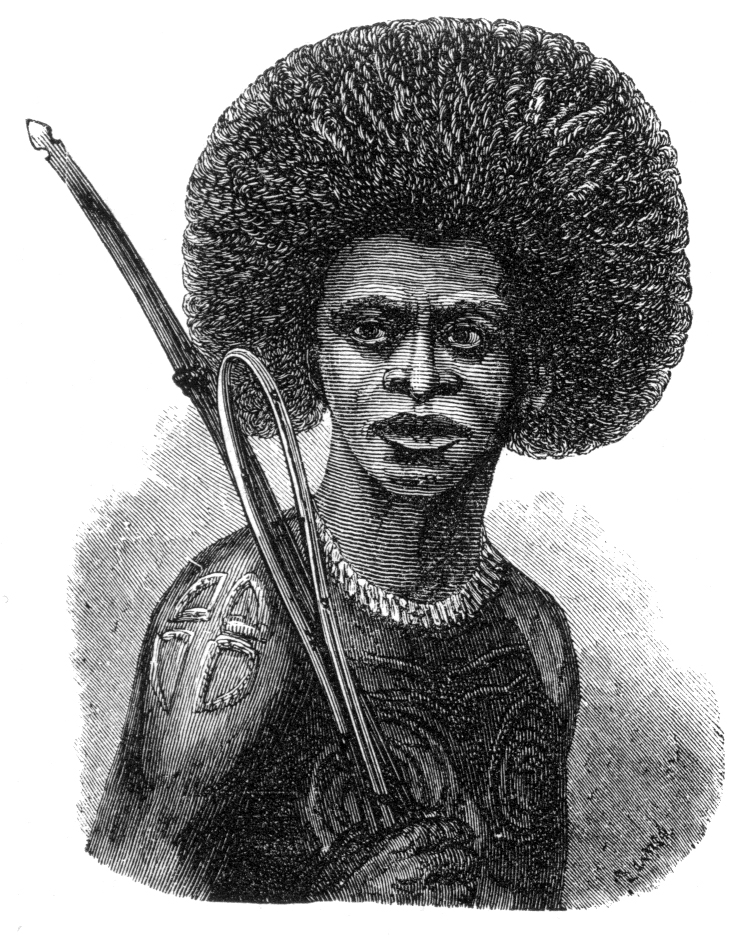
"Papuano, Nuova Guinea" è stato ristampato da The Malay Archipelago nella recensione della Ethnological Society.

Il Journal of the Ethnological Society of London si concentrò esclusivamente sull'etnologia nel libro, elogiando il valore sia dell'informazione che delle "ipotesi premurose e suggestive" di Wallace. La recensione rilevò come Wallace avesse identificato due "tipi di umani" nell'arcipelago, "il malese e il papuano", e che pensava che questi due non avessero "affinità tracciabili l'uno con l'altro". Osservò inoltre come Wallace avesse esteso notevolmente la conoscenza del popolo di Timor, Celebes e Malucche, ristampando l'intera descrizione e la sua incisione di un papuano. Il recensore non fu d'accordo con Wallace sull'estensione di questa "razza papuana" fino alle Fiji, osservando che ci sono o c'erano persone del genere in Tasmania, ma che le loro caratteristiche e altezza variavano ampiamente. Il recensore non fu d'accordo anche sul fatto che i Sandwich Islanders e i "New Zealanders" (Maori) fossero imparentati con i Papuani; e con l'affermazione di Wallace che la presenza di parole malesi nelle lingue polinesiane fosse causata dalle "abitudini di vagabondaggio" - commercio e navigazione - dei malesi, sostenendo invece che i polinesiani molto tempo prima migrarono da "qualche sede comune, o vicino, all'arcipelago malese". La recensione termina affermando che, nonostante tutti questi disaccordi, ritiene l'etnologia di Wallace degna di "alta stima".

#### Royal Geographical Society
Sir Roderick Murchison, tenendo un discorso alla Royal Geographical Society, disse di "sentirsi orgoglioso" per il successo di Wallace e per i "contributi straordinari" dati alla scienza. Si interessò alla "linea di Wallace" che chiamò "questa ipotesi ingegnosa". Tuttavia Murchison non condivise il sostegno di Wallace al principio dell'uniformitarismo di James Hutton, secondo cui "tutti i precedenti cambiamenti della forma della terra sono avvenuti lentamente", ritenendo che il canale Bali-Lombok si fosse probabilmente formato all'improvviso. Menzionò il fatto che il libro contenesse "fatti interessanti e importanti" sulla geografia fisica, gli abitanti nativi, il clima e i prodotti dell'arcipelago e descrive Wallace come un grande naturalista e uno "scrittore molto attrattivo".

## Influenza su altre opere
L'arcipelago malese ha influenzato molte opere a partire da quelle dei contemporanei di Wallace. Il romanziere Joseph Conrad lo usò come materiale di partenza per alcuni dei suoi romanzi, tra cui La follia di Almayer, Un reietto delle isole e Il salvataggio. È stato suggerito che abbia avuto un'influenza particolarmente profonda su Lord Jim, attribuendogli, tra le altre cose, l'ispirazione per il personaggio di Stein l'entomologo. L'assistente di Conrad, Richard Curle, ha scritto che L'arcipelago malese era il libro preferito di Conrad; Conrad si riferisce direttamente a quello che chiama "il famoso libro di Alfred Wallace sull'arcipelago malese" in L'agente segreto. Nel suo racconto, Neil MacAdam, W. Somerset Maugham fa leggere al personaggio del titolo L'arcipelago malese durante un viaggio nel Borneo, e la sua influenza può essere sentita nella descrizione della storia di quell'isola.
Più recentemente, il libro ha influenzato numerosi libri di saggistica tra cui The Song of the Dodo di David Quammen (1997), che discuteva dei contributi di Wallace al campo della biogeografia insulare; The Spice Islands Voyage di Tim Severin (1997) che ripercorre i viaggi di Wallace; e Archipelago: The Islands of Indonesia, di Gavan Daws (1999), che ha confrontato l'ambiente descritto da Wallace con lo stato moderno dell'arcipelago. L'arcipelago malese è considerato uno dei libri più influenti mai scritti sulle isole indonesiane. Rimane una risorsa per gli autori moderni di opere sulla regione come il libro del 2014 Indonesia Etc, che contiene più citazioni dal libro di Wallace e lo consiglia come ulteriore lettura sulla geografia dell'Indonesia.
Il comico inglese Bill Bailey ha viaggiato in Indonesia sulle orme di Wallace per un programma televisivo in due parti su BBC Two, Jungle Hero di Bill Bailey, trasmesso per la prima volta nel 2013, nel centenario della morte dell'autore.

### Primarie
1. ↑  Wallace, 1869. p. xii.
2. ↑  Wallace, 1869.
3. ↑  Wallace, 1869. pp. vii–ix.
4. ↑  Wallace, 1869. Volume 1, p. 2.
5. ↑  Wallace, 1869. Volume 1, pp. 117–119.
6. ↑  Wallace, 1869. Volume 1, pp. 123–124.
7. ↑  Wallace, 1869. Volume 1, p. 364.
8. ↑  Wallace, 1869. Volume 1, p. 463.
9. ↑  Wallace, 1869. Volume 2, p. 32.
10. ↑  Wallace, 1869. Volume 2, p. 38.
11. ↑  Wallace, 1869. Volume 2, p. 41.
12. ↑  Wallace, 1869. Volume 2, p. 85.
13. ↑  Wallace, 1869. Volume 2, pp. 99–100, 111.
14. ↑  Wallace, 1869. Volume 2, p. 109.
15. ↑  Wallace, 1869. Volume 2, p. 133.
16. ↑  Wallace, 1869. Volume 2, p. 177.
17. ↑  Wallace, 1869. Volume 2, p. 176.
18. ↑  Wallace, 1869. Volume 2, pp. 184–186.
19. 1 2  Wallace, 1869. Volume 2, pp. 199–200.
20. ↑  Wallace, 1869. Volume 2, pp. 222–224.
21. ↑  Wallace, 1869. Volume 2, p. 254.
22. ↑  Wallace, 1869. Volume 2, p. 271.
23. ↑  Wallace, 1869. Volume 2, pp. 305–306.
24. ↑  Wallace, 1869. Volume 2, p. 347.
25. ↑  Wallace, 1869. Volume 2, p. 348.
26. ↑  Wallace, 1869. Volume 2, p. 360.
27. ↑  Wallace, 1869. Volume 2, p. 371.
28. ↑  Wallace, 1869. Volume 2, p. 384.
29. ↑  Wallace, 1869. Volume 2, p. 441.

### Secondarie
1. ↑   Mallet, Jim, ucl.ac.uk,  http://www.ucl.ac.uk/taxome/jim/Mim/Bates63.html. URL consultato l'11 dicembre 2012.
2. ↑   Shoumatoff, Alex, A Critic at Large, Henry Walter Bates, in New Yorker, 22 agosto 1988 (archiviato dall'url originale il 6 agosto 2015).
3. ↑  Edwards, 1847.
4. ↑   wku.edu, 1855,  https://web.archive.org/web/20070428194531/http://www.wku.edu/~smithch/wallace/S020.htm. URL consultato il 22 marzo 2013 (archiviato dall'url originale il 28 aprile 2007).
5. ↑   The Alfred Russel Wallace Website,  https://web.archive.org/web/20190123093306/http://wallacefund.info/2005-treeps-plaque. URL consultato il 3 marzo 2016 (archiviato dall'url originale il 23 gennaio 2019).
6. ↑   van Wyne, John, wallace-online.org, 2012,  http://wallace-online.org/content/search-results?pagesize=50&searchtitle=Malay+archipelago&pageno=1&datebefore=&publisher=&searchid=&allfields=&description=&name=Wallace+Alfred+Russel&freetext=&place=&periodical=&dateafter=&documenttype=Book&sort=identifier. URL consultato il 23 giugno 2013.
7. ↑   worldcat.org,  https://www.worldcat.org/search?q=%22The+Malay+Archipelago. URL consultato il 6 settembre 2021.
8. ↑  Vedi Commons Category:E. W. Robinson
9. ↑   papua-insects.nl,  http://www.papua-insects.nl/insect%20orders/Lepidoptera/Erebidae/Erebinae/Cocytiini/Cocytia/Cocytia%20durvillii.htm. URL consultato il 20 marzo 2013.
10. ↑   Smith, Charles, people.wku.edu,  http://people.wku.edu/charles.smith/wallace/second.htm. URL consultato il 16 marzo 2013.
11. ↑   Anon, Book Reviews: The Malay Archipelago, in Anthropological Review, vol. 7, 1869,  pp. 310-323.
12. 1 2   Anon, The Malay Archipelago (Review), in Journal of the Ethnological Society of London, vol. 1, marzo 1869,  pp. 81-83.
13. ↑   Murchison, Roderick, Wallace's Malay Archipelago, in Proceedings of the Royal Geographical Society, vol. 13, luglio 1869,  pp. 286-289.
14. ↑   2004,  pp. 267, ISBN 978-0-231-13010-3,  https://archive.org/details/hereticindarwins00ross.
15. ↑   newyorker.com,  http://www.newyorker.com/arts/critics/atlarge/2007/02/12/070212crat_atlarge_rosen. URL consultato il 13 marzo 2013.
16. 1 2 3   Raby, Peter, 2008,  pp. 227-233, ISBN 978-0-19-923916-0.
17. ↑   Joseph Conrad, 1916,  p. 142.
18. ↑  Quammen, 1997.
19. ↑   smithsonianmagazine.com, 1996,  http://www.smithsonianmagazine.com/issues/1996/april/book_apr96.php. URL consultato il 4 maggio 2007.
20. ↑  Severin, 1997.
21. ↑  Daws, 1999.
22. ↑   papuaweb.org,  https://web.archive.org/web/20070830061453/http://www.papuaweb.org/dlib/bk/wallace/archipelago.html. URL consultato il 3 maggio 2013 (archiviato dall'url originale il 30 agosto 2007).
23. ↑  (EN) Elizabeth Pisani, Indonesia Etc: Exploring the Improbable Nation, W. W. Norton & Company, 2014.
24. ↑   Bailey, Bill, bbc.co.uk, 2013,  http://www.bbc.co.uk/programmes/p0160nxk. URL consultato il 3 aprile 2013.

### Edizioni italiane
- Alfred Russel Wallace, L'arcipelago malese: il paese dell'orango e dell'uccello del paradiso, una narrazione di viaggio con studi sull'uomo e sulla natura, a cura di Telmo Pievani, traduzione di Andrea Asioli, Mimesis, 2013, ISBN 978-88-575-1947-0.